# Exomalopsis fulvofasciata
Exomalopsis fulvofasciata är en biart som beskrevs av Smith 1879. Exomalopsis fulvofasciata ingår i släktet Exomalopsis och familjen långtungebin. Inga underarter finns listade i Catalogue of Life.